# Lertha sofiae
Lertha sofiae is een insect uit de familie van de Nemopteridae, die tot de orde netvleugeligen (Neuroptera) behoort. 
Lertha sofiae is voor het eerst wetenschappelijk beschreven door Monserrat in 1988.